# Buhoma depressiceps
Buhoma depressiceps är en ormart som beskrevs av Werner 1897. Buhoma depressiceps ingår i släktet Buhoma och familjen snokar. Inga underarter finns listade.
Arten förekommer i centrala Afrika. Honor lägger ägg.